# Nils Landgren (piloto de bobsleigh)
Nils Landgren (Kalmar, 19 de agosto de 1923-Lidingö, 15 de noviembre de 2002) fue un deportista sueco que compitió en bobsleigh. Ganó una medalla de bronce en el Campeonato Mundial de Bobsleigh de 1953, en la prueba cuádruple.

## Palmarés internacional
| Campeonato Mundial | Campeonato Mundial           | Campeonato Mundial | Campeonato Mundial |
| Año                | Lugar                        | Medalla            | Prueba             |
| ------------------ | ---------------------------- | ------------------ | ------------------ |
| 1953               | Garmisch-Partenkirchen (RFA) | Medalla de bronce  | Cuádruple          |